# Hanul de la Șerbești

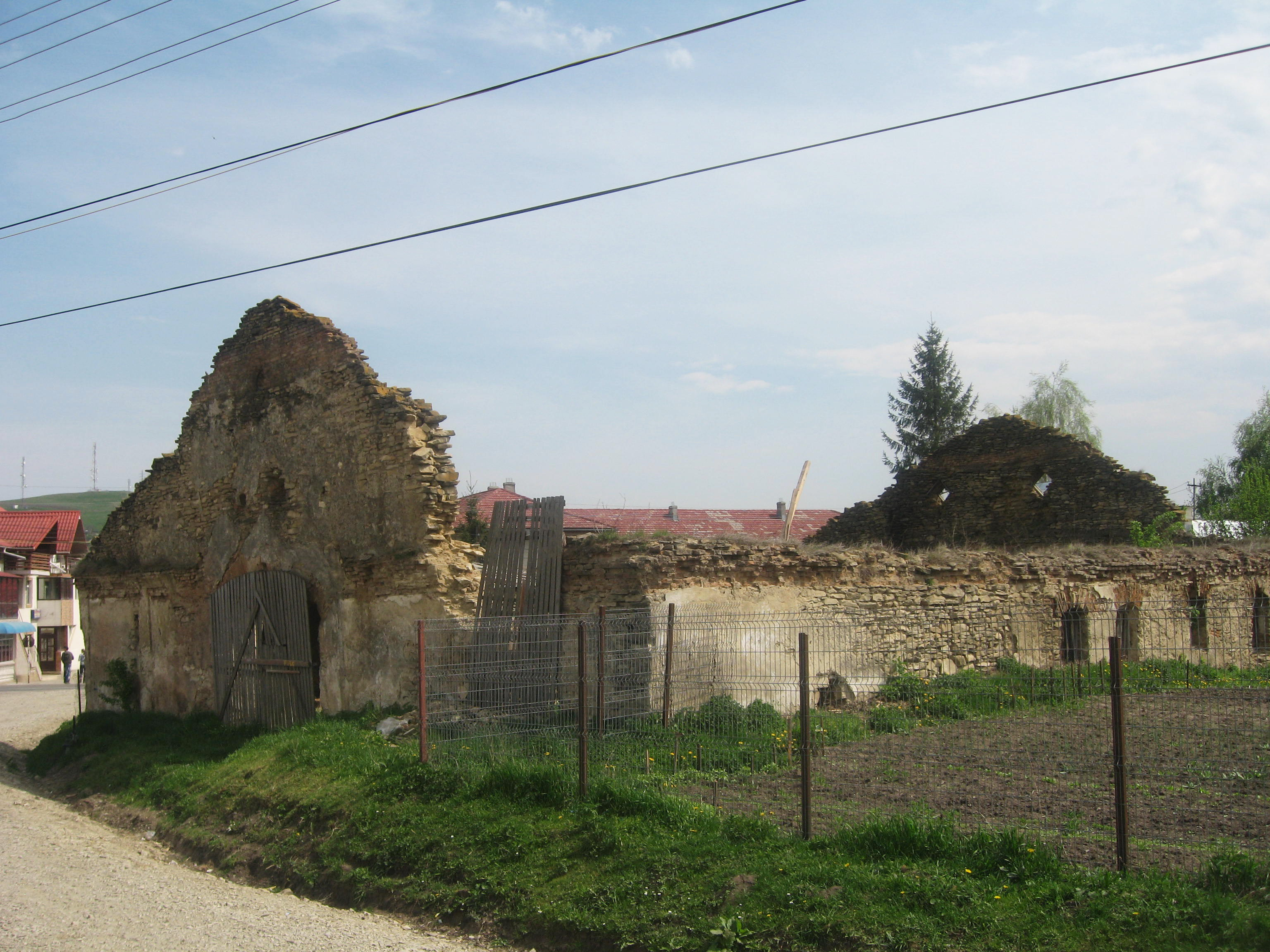
Hanul de la Șerbești

Hanul de la Șerbești este un fost han turistic construit în secolele XVII - XVIII în satul Șerbești (azi satul Ștefan cel Mare din județul Neamț). Clădirea se află în prezent în ruine.
Hanul de la Șerbești a fost inclus pe Lista Monumentelor Istorice din județul Neamț din anul 2004, având codul  NT-II-m-B-10705. 

## Istoric
Conform tradiției, Hanul de la Șerbești a fost construit în secolul al XVII-lea , în perioada domniei lui Vasile Lupu (1634-1653).  Prin căsătoria cu Doamna Tudosca, fiica marelui boier Costea Bucioc, Vasile Lupu devenise proprietarul unei jumătăți din satul Șerbești. În anul 1637 el a construit acolo o biserică.
Hanul a fost construit în centrul satului, la jumătatea distanței dintre Tupilați (unde se află Hanul Ancuței) și Piatra Neamț, pe partea dreaptă a drumului județean. El a servit ca loc de popas pentru harabalele negustorilor și pentru olăcari.
Clădirea hanului avea pereți groși din piatră nefasonată și două intrări monumentale cu porți grele, ghintuite. În scopul de apăra hanul de atacurile nocturne ale tâlharilor, ferestrele au fost micșorate până la dimensiunile unei simple metereze, iar porțile erau ferecate din interior cu drugi sau bârne. 
Interiorul era format dintr-o curte interioară ("șandramaua"), aflată sub un acoperiș sprijinit pe grinzi groase de stejar și prevăzută cu două porți mari. Aici erau adăpostiți călătorii și căruțele cu mărfuri ale negustorilor, care intrau seara pe una din porți și plecau a doua zi pe cealaltă. De o parte și de alta a curții interioare se aflau câteva încăperi rezervate cârciumii, bucătăriei și locuinței călătorilor de vază. Pe jumătate din latura estică se aflau trei încăperi, iar pe jumătatea corepondentă a laturii vestice alte două camere și intrarea boltită a unui beci; astfel, pe jumătatea nordică a interiorului hanului era organizat un spațiu pentru adăpostirea cailor. Ulterior, poarta de nord a fost astupată cu piatră de râu. 
În timpul primului război mondial, acoperișul hanului a ars, dar a fost refăcut după aceea. Hanul de la Șerbești a funcționat până la instaurarea regimului comunist și naționalizarea proprietăților. După naționalizare, hanul a fost transformat în magazie a C.A.P.-ului , el fiind ulterior abandonat și lăsat să se ruineze. 
În anul 1989, autorii lucrării monografice "Tradiții ale ospitalității românești. Prin hanurile Iașilor" (Ed. Sport-Turism, București, 1989) constatau că zidurile de piatră se mențineau intacte, iar hanul putea fi renovat fără prea mari cheltuieli.  În prezent, Hanul de la Șerbești se află în ruine; acoperișul lipsește, iar pe anumite porțiuni zidul este prăbușit. 
La 24 februarie 2006, cu acordul Direcției pentru Cultură, Culte și Patrimoniu Cultural Neamț, Consiliul local Ștefan cel Mare a organizat o licitație pentru concesionarea ruinelor Hanului de la Șerbești și a terenului aferent construcției pentru o perioadă de 49 de ani. La licitație au participat trei investitori: Dănuț Stolniceanu din Girov, SC Ciomeică Andreea SRL din Dumbrava Roșie și Sorin Ouatu din Ștefan cel Mare. Prețul de pornire a fost de 26.500.000 lei, Hanul de la Șerbești fiind adjudecat în final pentru suma de 147.337.800 lei, un preț de 5,55 ori mai mare decât prețul de pornire, de către omul de afaceri local Sorin Ouatu. Noul proprietar are obligația de a respecta destinația inițială a clădirii și de a reda aspectul inițial al edificiului, pornind de la fotografiile de epocă. 

## Imagini

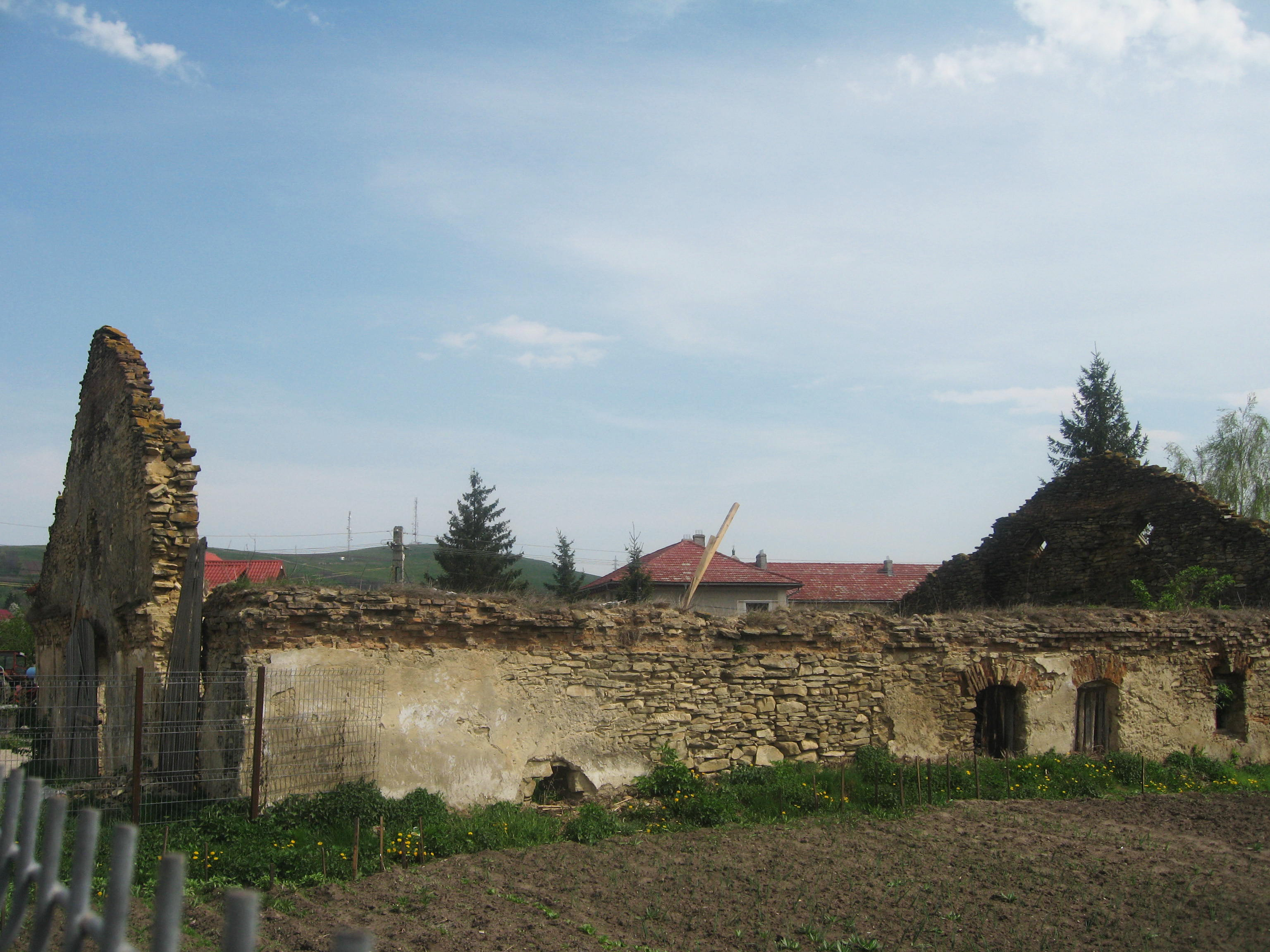
Hanul de la Șerbești
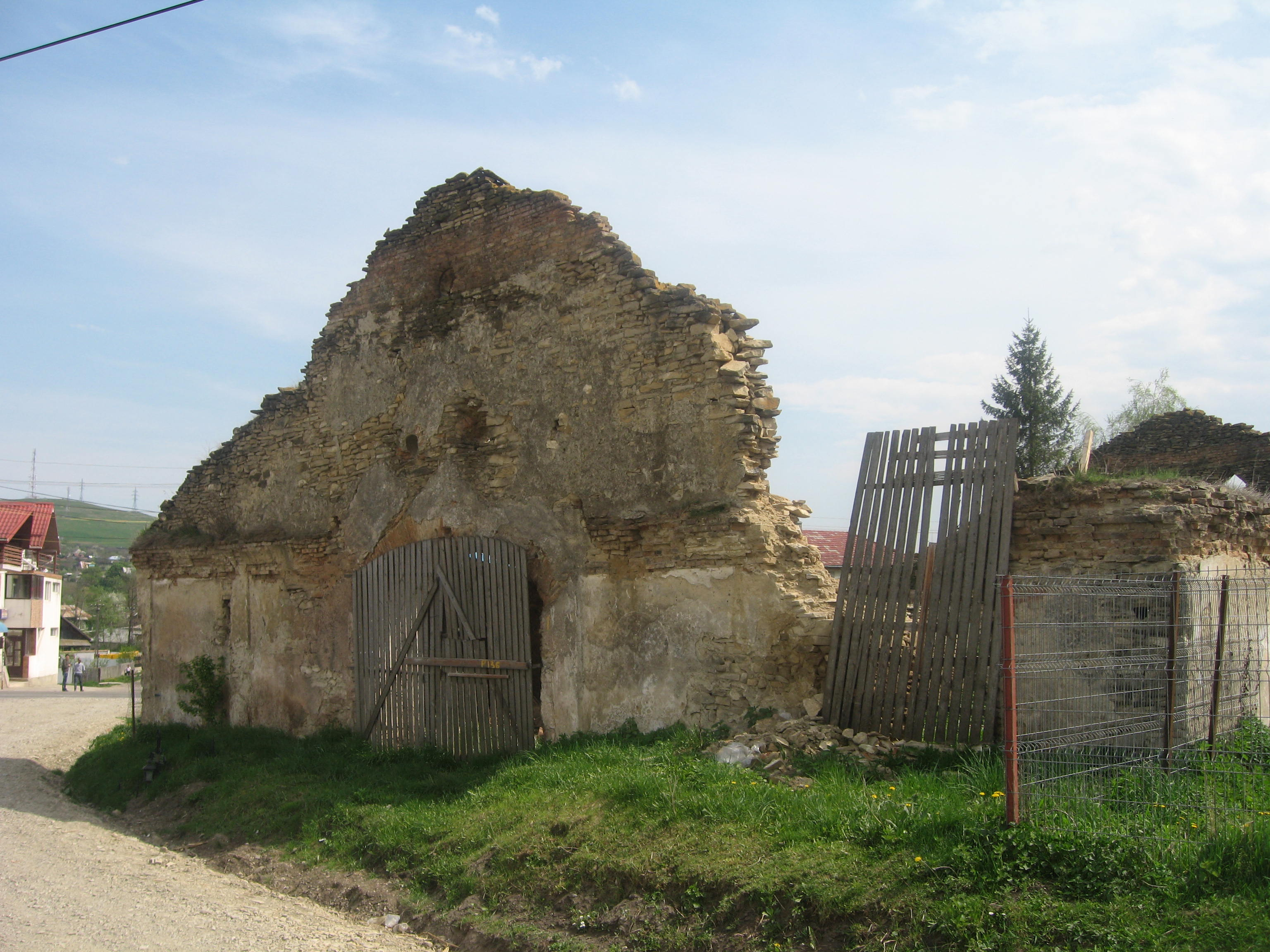
Hanul de la Șerbești
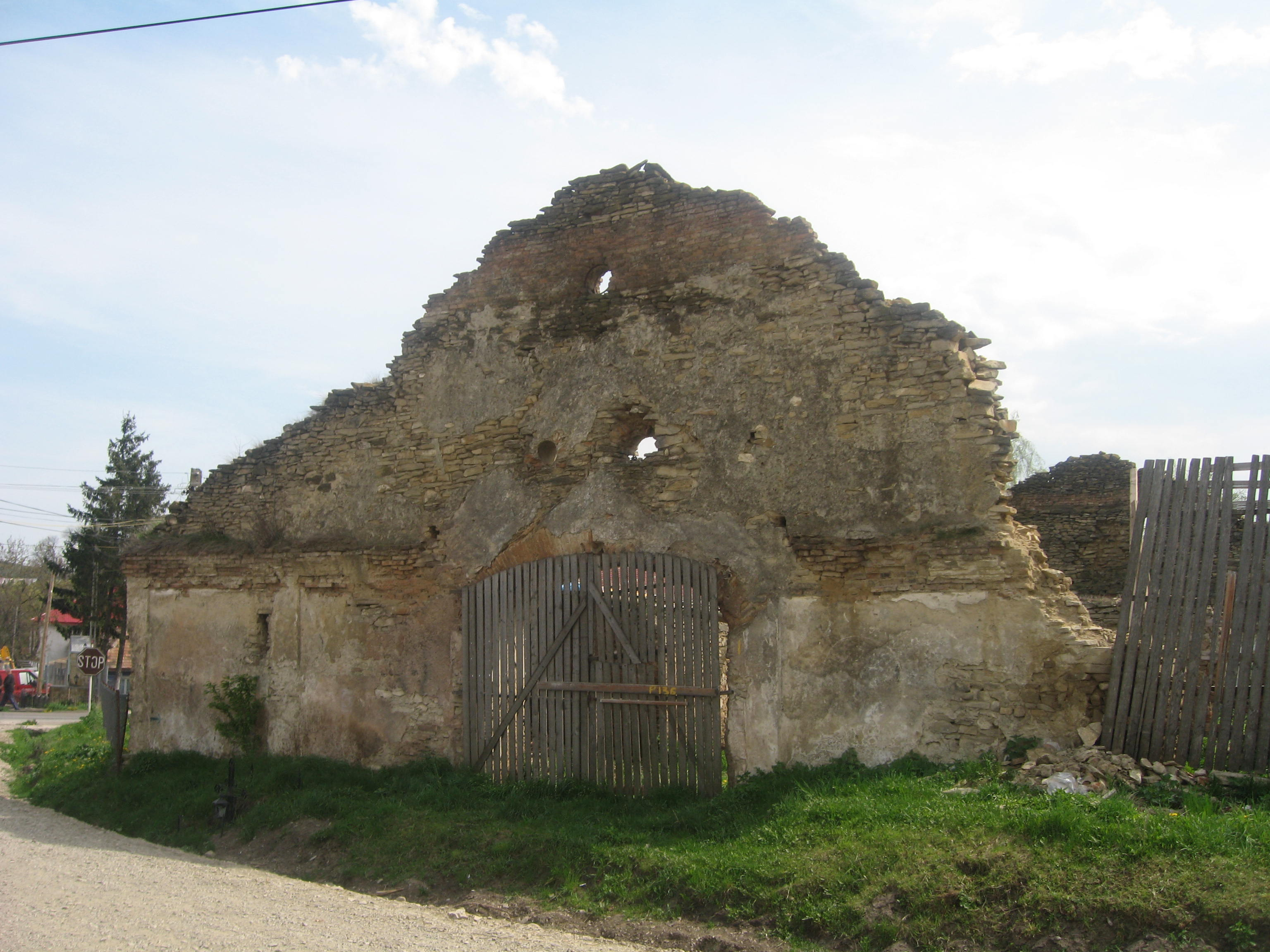
Hanul de la Șerbești
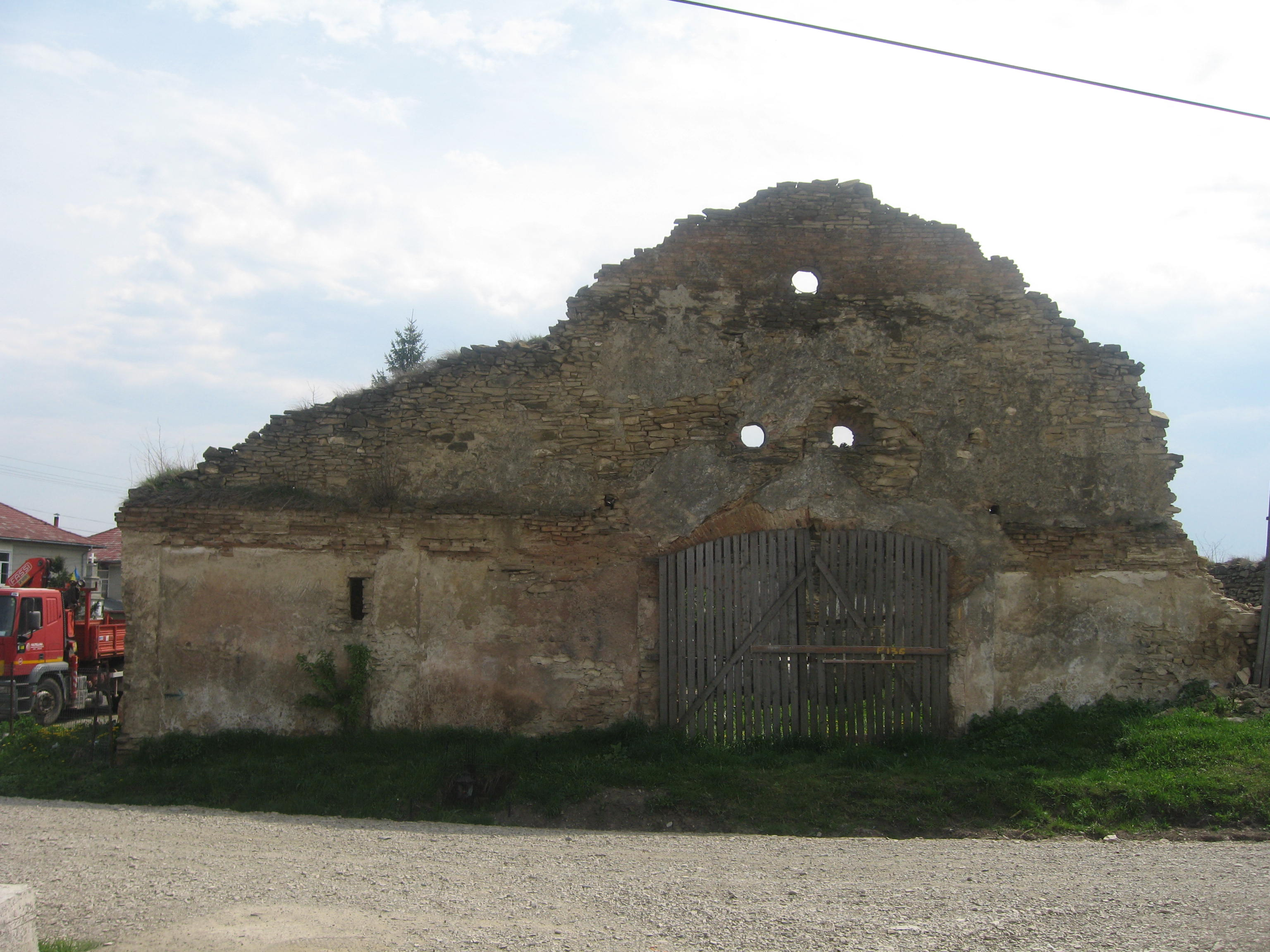
Hanul de la Șerbești
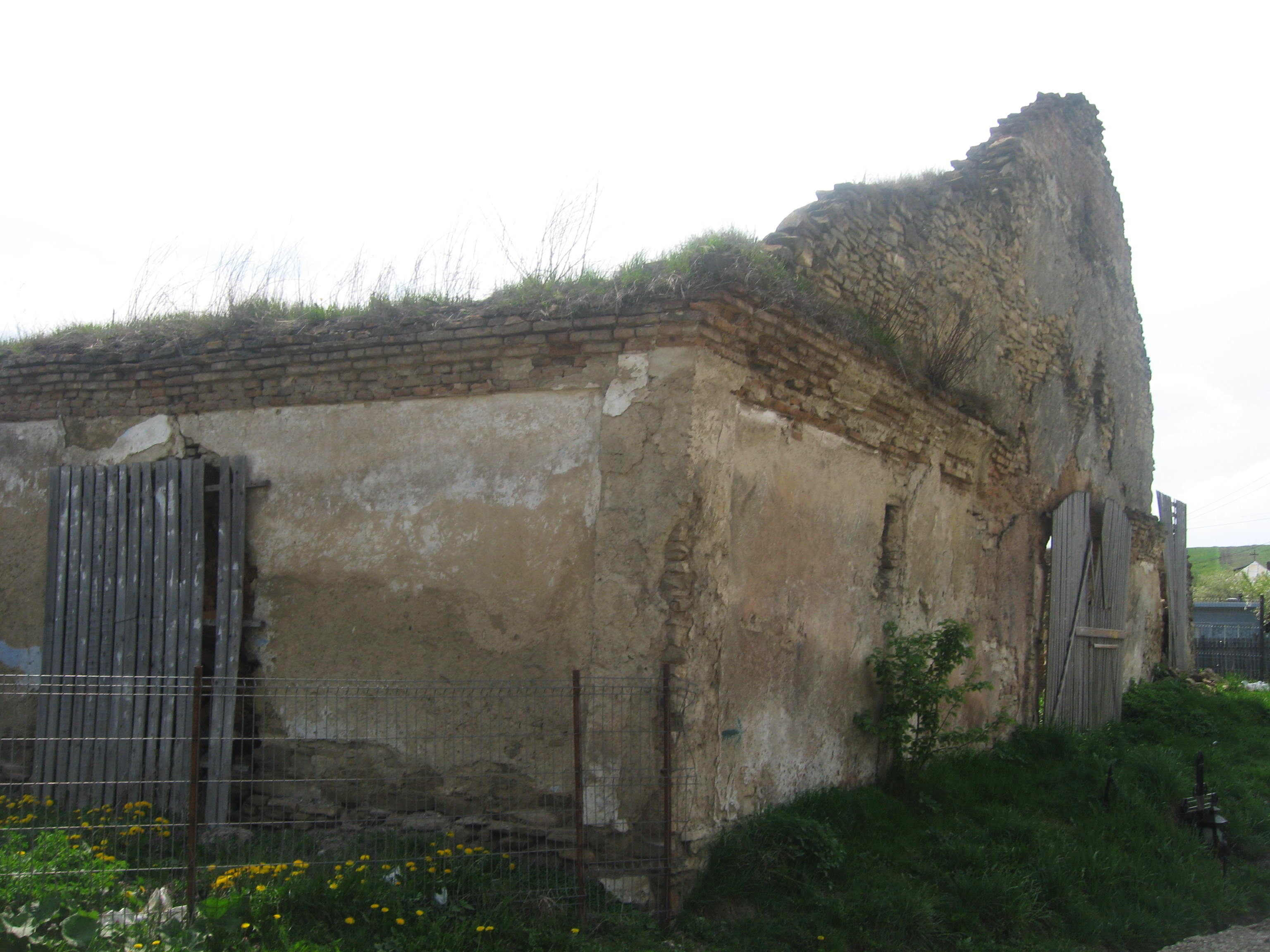
Hanul de la Șerbești
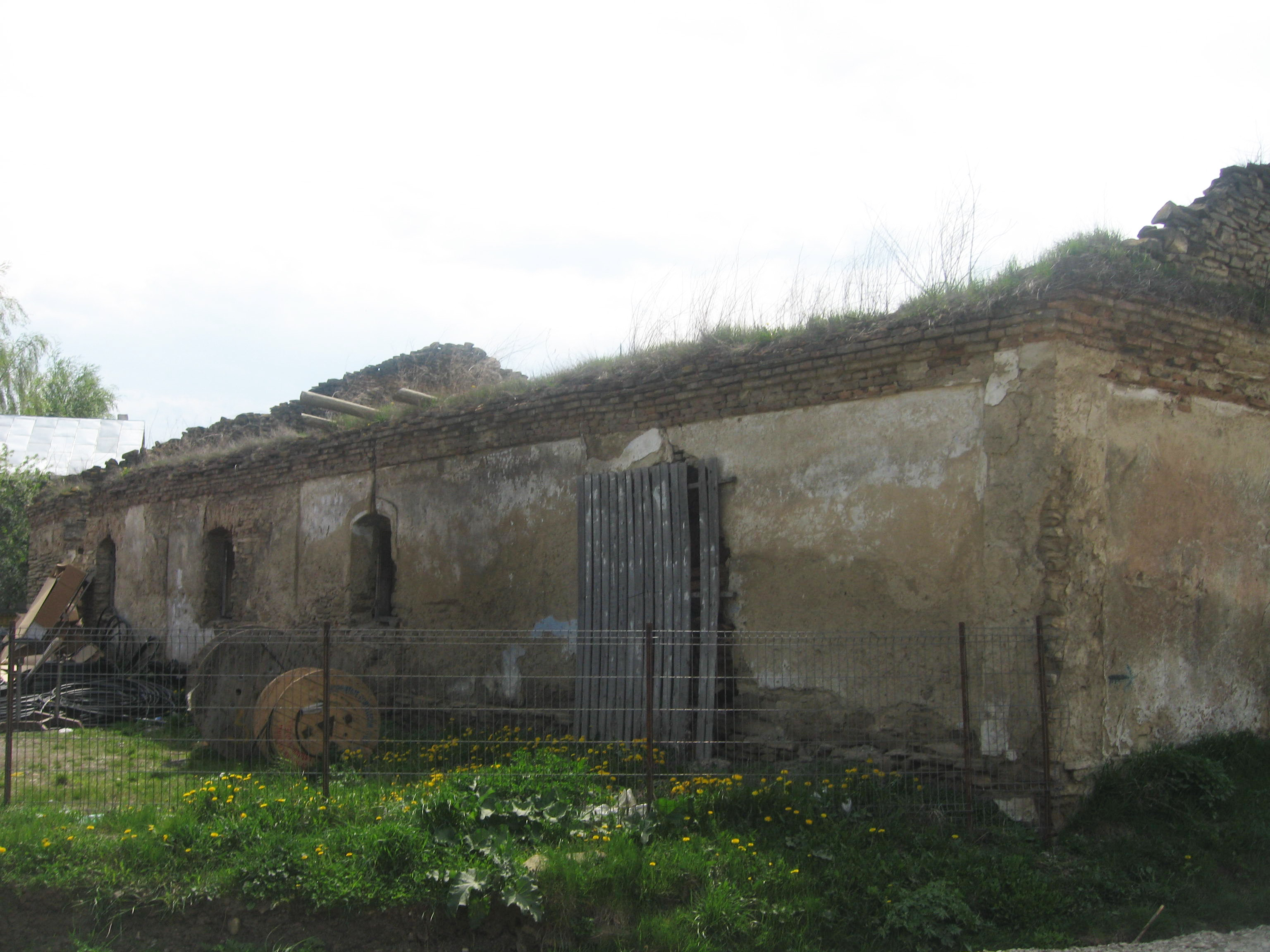
Hanul de la Șerbești
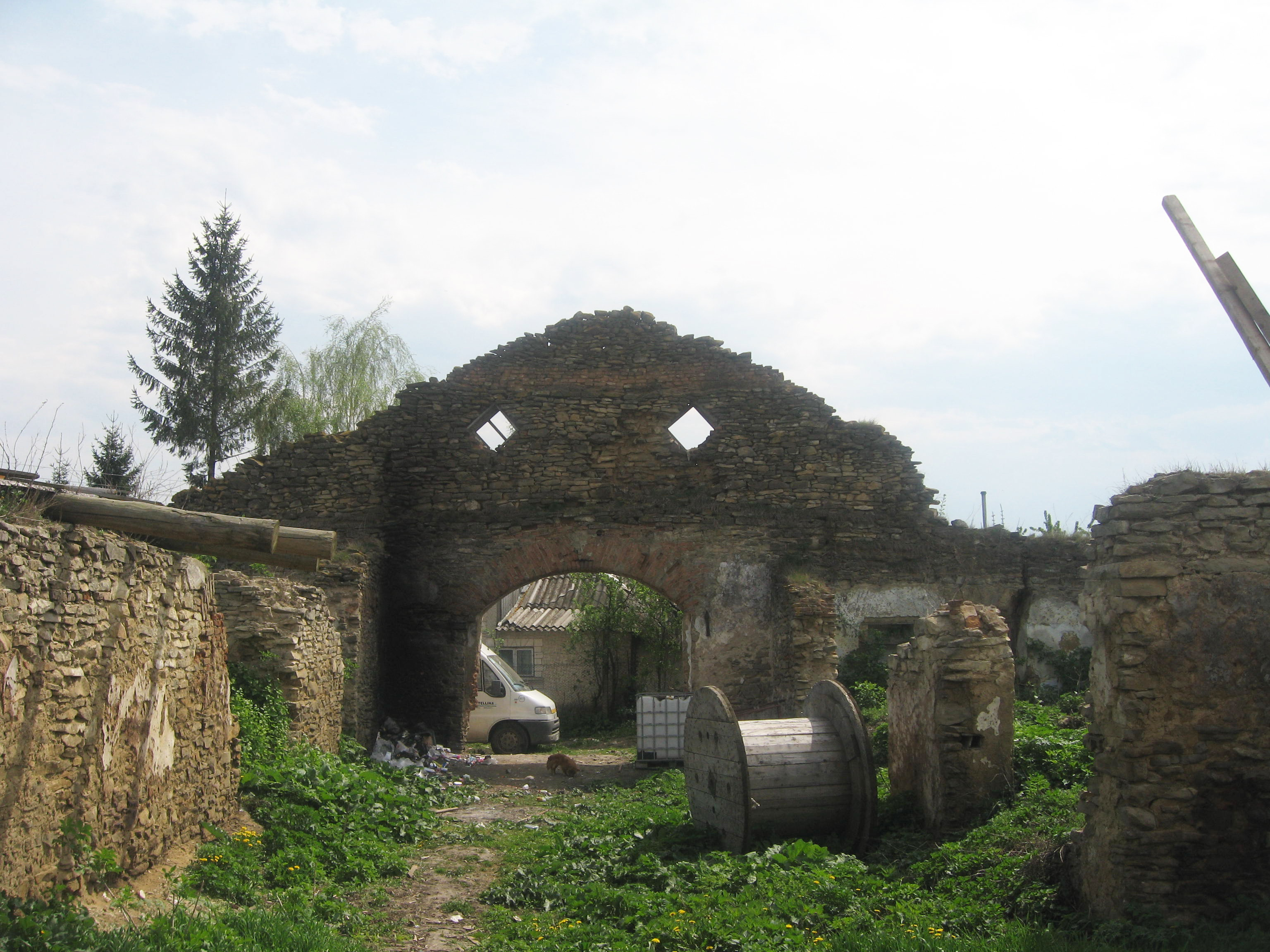
Imagine din interiorul ruinelor
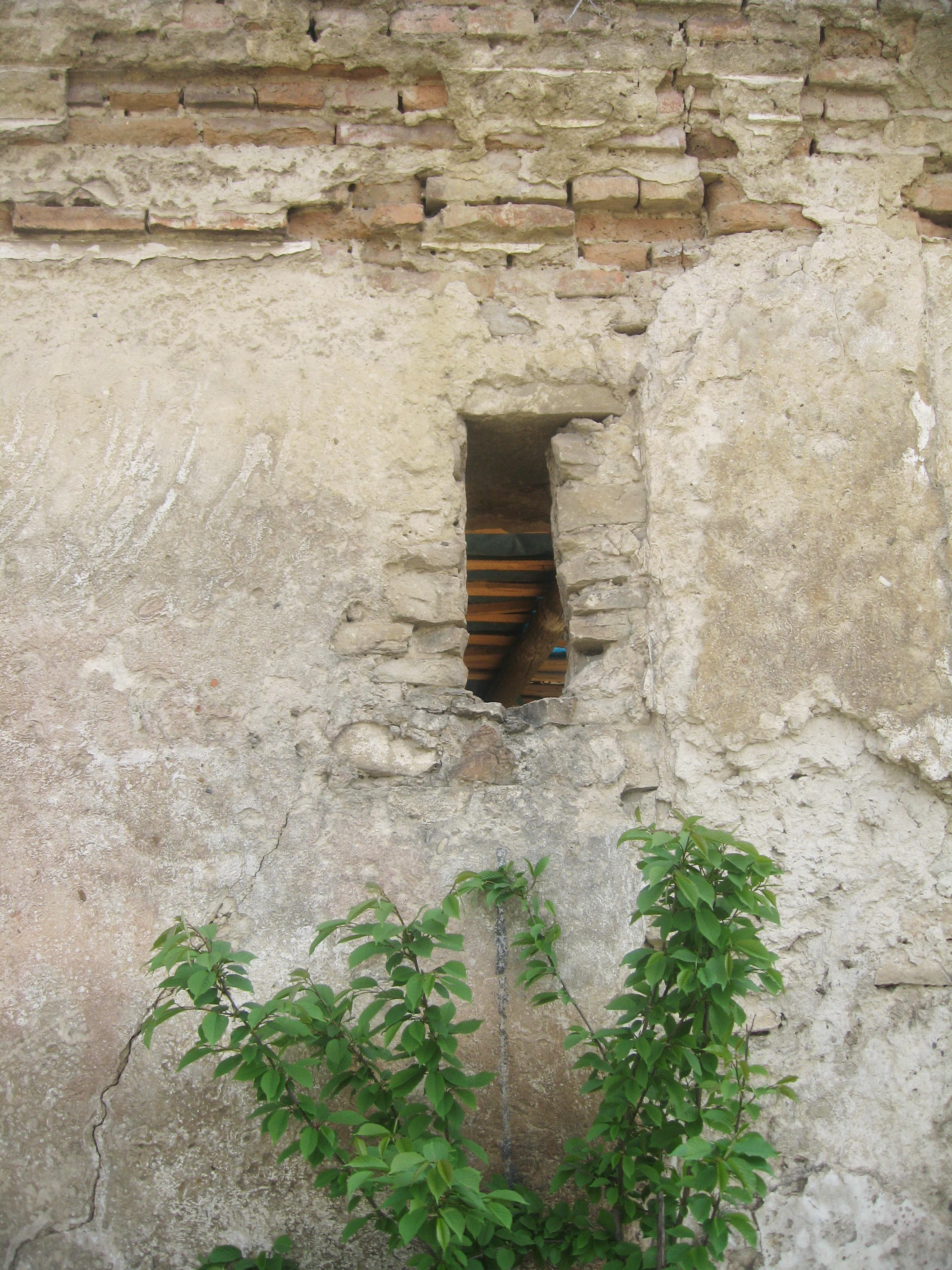
Detaliu